# Martha Madison
Martha Madison (Newport News (Virginia), 27 juli 1977)  is een Amerikaanse actrice.
Madison speelde van 2004 tot 2008 de rol van Isabella Black in de soap Days of our Lives. Ze is al de 5de actrice die deze rol vertolkt. Daarvoor had ze een rol in de soap Passions en de film Kate en Leopold.
- Gemeinsame Normdatei: 1223276449
- International Standard Name Identifier: 0000 0000 2601 8859
- Library of Congress Control Number: n2012054718
- Virtual International Authority File: 5921902
- WorldCat: E39PBJc7QTkKKqQHjyQGmrw9jC